# 中部国際空港連絡鉄道
中部国際空港連絡鉄道株式会社（ちゅうぶこくさいくうこうれんらくてつどう）は、2005年（平成17年）に開港した中部国際空港にアクセスするための鉄道施設を建設・保有する、愛知県、名古屋鉄道などが出資する第三セクター方式の鉄道会社である。本社は愛知県名古屋市中区丸の内3丁目19番30号、愛知県住宅供給公社ビル3階。

## 歴史
- 1999年（平成11年）6月17日：会社設立。
- 2003年（平成15年）10月4日：榎戸 - 常滑間高架化　施設を同社に移管。
- 2004年（平成16年）10月16日：常滑 - 中部国際空港間が空港関係者限定で開業。
- 2005年（平成17年）1月29日：常滑 - 中部国際空港間一般旅客営業開始。
- 2005年（平成17年）2月17日：中部国際空港開港。
- 2006年（平成18年）1月30日：本社を愛知県名古屋市中村区名駅から愛知県名古屋市中区丸の内に移転。

## 路線
- 中部国際空港連絡線（第三種鉄道事業者）

※ 実際の列車の運行は名古屋鉄道（名鉄）が第二種鉄道事業者として行い、全列車が名鉄常滑線と直通運転を行う。名古屋鉄道からの線路使用料を収入源としている。